# أوتو هارتمان (ممثل)
أوتو هارتمان (بالألمانية: Otto Hartmann)‏ هو ممثل نمساوي، ولد في 22 يناير 1904 في فيينا في النمسا، وتوفي بنفس المكان في 14 مارس 1994.

## وصلات خارجية
- أوتو هارتمان على موقع IMDb (الإنجليزية)
- أوتو هارتمان على موقع أول موفي (الإنجليزية)
- أوتو هارتمان على موقع قاعدة بيانات الأفلام السويدية (السويدية)
- أوتو هارتمان على موقع قاعدة بيانات الفيلم (الإنجليزية)
- أوتو هارتمان على موقع كينوبويسك (الروسية)